# Río Ogun
El río Ogun (en yoruba : Odò Ògùn) es una vía fluvial de Nigeria, que nace al norte del embalse de Ikere, de la confluencia de varios ríos, y desemboca en la laguna de Lagos. El estado de Ogun, en Nigeria, recibe el nombre de este río.

## Recorrido
El río nace al este del estado de Oyo, al norte del embalse de Ikere, de la confluencia de varios ríos que nacen en el Parque nacional del Antiguo Oyo. Luego fluye de norte a sur mediante meandros a través del estado de Ogun (la parte este que se separó de Oyo en 1976) y desemboca  en el estado de Lagos, en la Laguna de Lagos. El embalse de Ikere se encuentra en el área de gobierno local de Iseyin, en el estado de Oyo, al sur del Parque nacional  del Antiguo Oyo. 
Aguas abajo de la presa recibe como afluentes, por la derecha, al río Opeki y al río Oyan, que forma el embalse del río Oyan para suministrar agua a Abeokuta y Lagos. A su vez, el río Oyan recibe, más arriba del embalse, por la izquierda, al río Ofiki, que nace cerca de la localidad de Ofiki, donde hay otro embalse. Todos discurren de norte a sur, con algunos meandros.
En las zonas densamente pobladas, el río se usa para el baño, lavar la ropa y agua corriente, y también sirve como vertedero para los mataderos locales.

## Historia
En la religión Yoruba, Yemoja es la divinidad del río Ogun. El catequista Charles Phillips, padre de Charles Phillips que más tarde se convirtió en obispo de Ondo, escribió en 1857 que el río Ogun era generalmente adorado por la gente que vivía a lo largo de sus orillas desde su nacimiento hasta donde desemboca en la laguna. El río atravesaba el corazón del antiguo Imperio Oyo. El área metropolitana de Oyo se dividió en seis provincias, tres en el lado oeste del río Ogun y tres en el lado este del río.  En un tiempo, el río formó una ruta importante para los comerciantes que transportaban mercancías en canoa entre Abeokuta y la Colonia de Lagos . 

## Galería

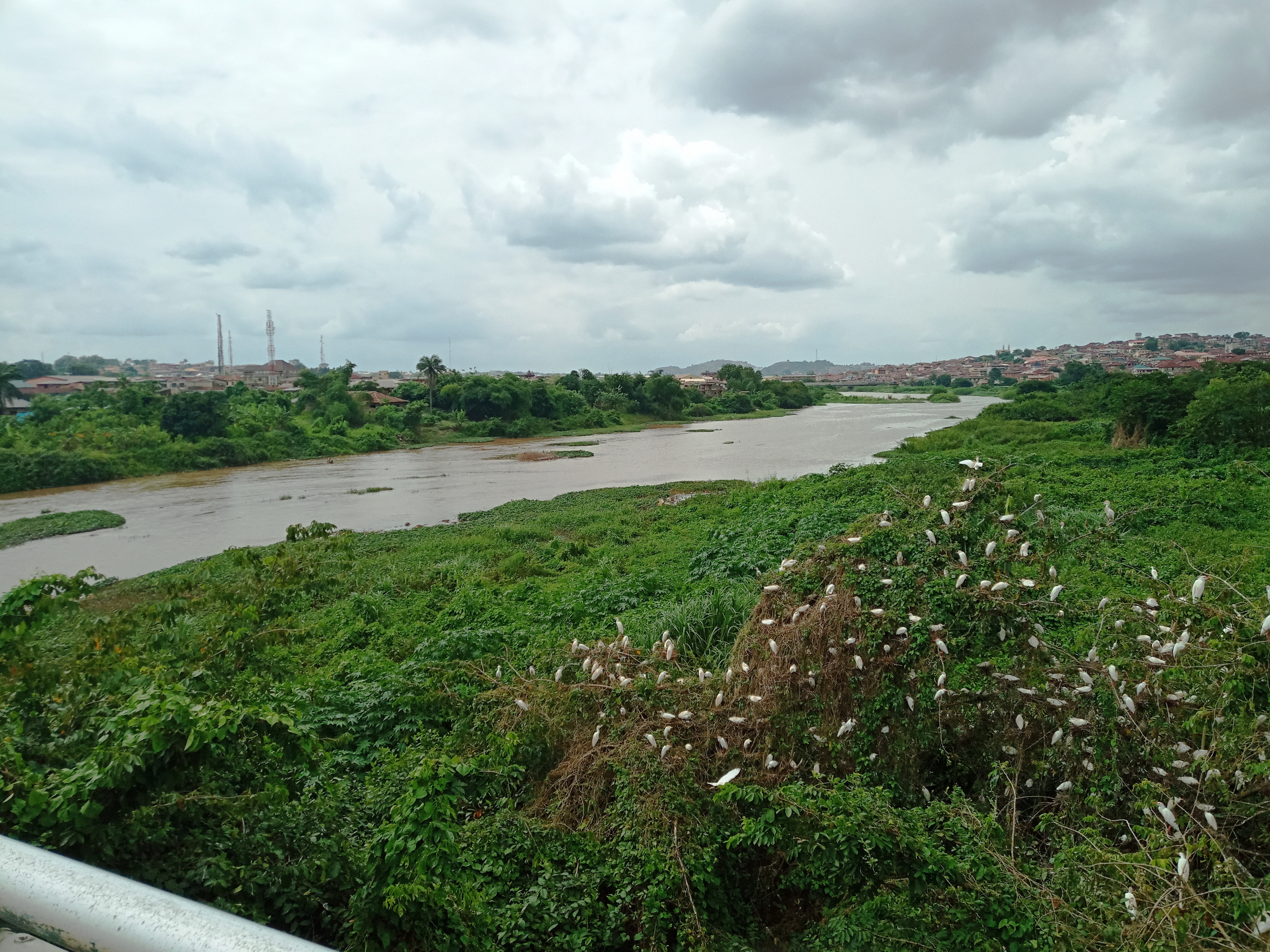
Río Ogun en Abeokuta, donde los lugareños llo laman "Odo Ogun".
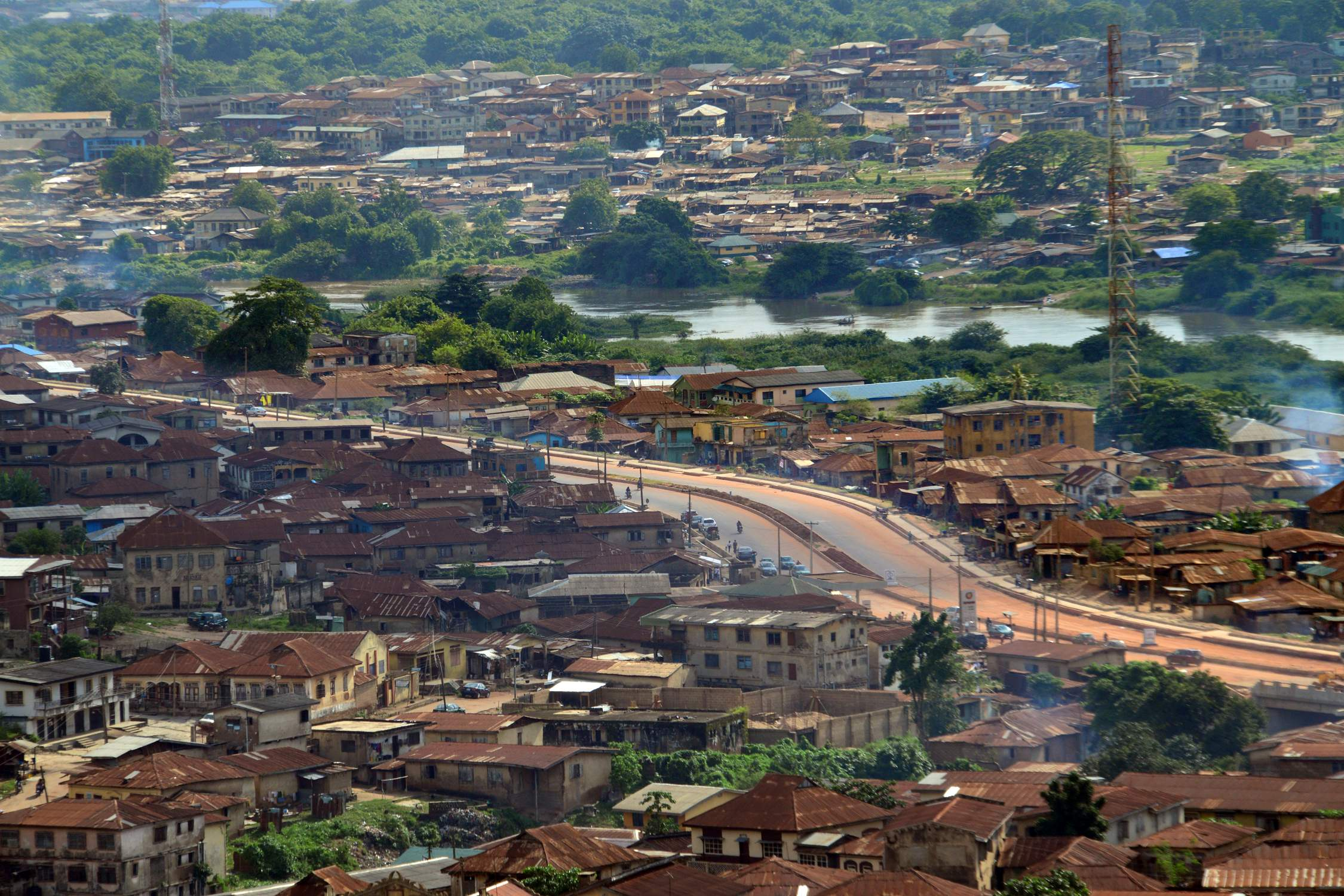
Río Ogun desde la cima de la roca Olumo en Abeokuta, estado de Ogun
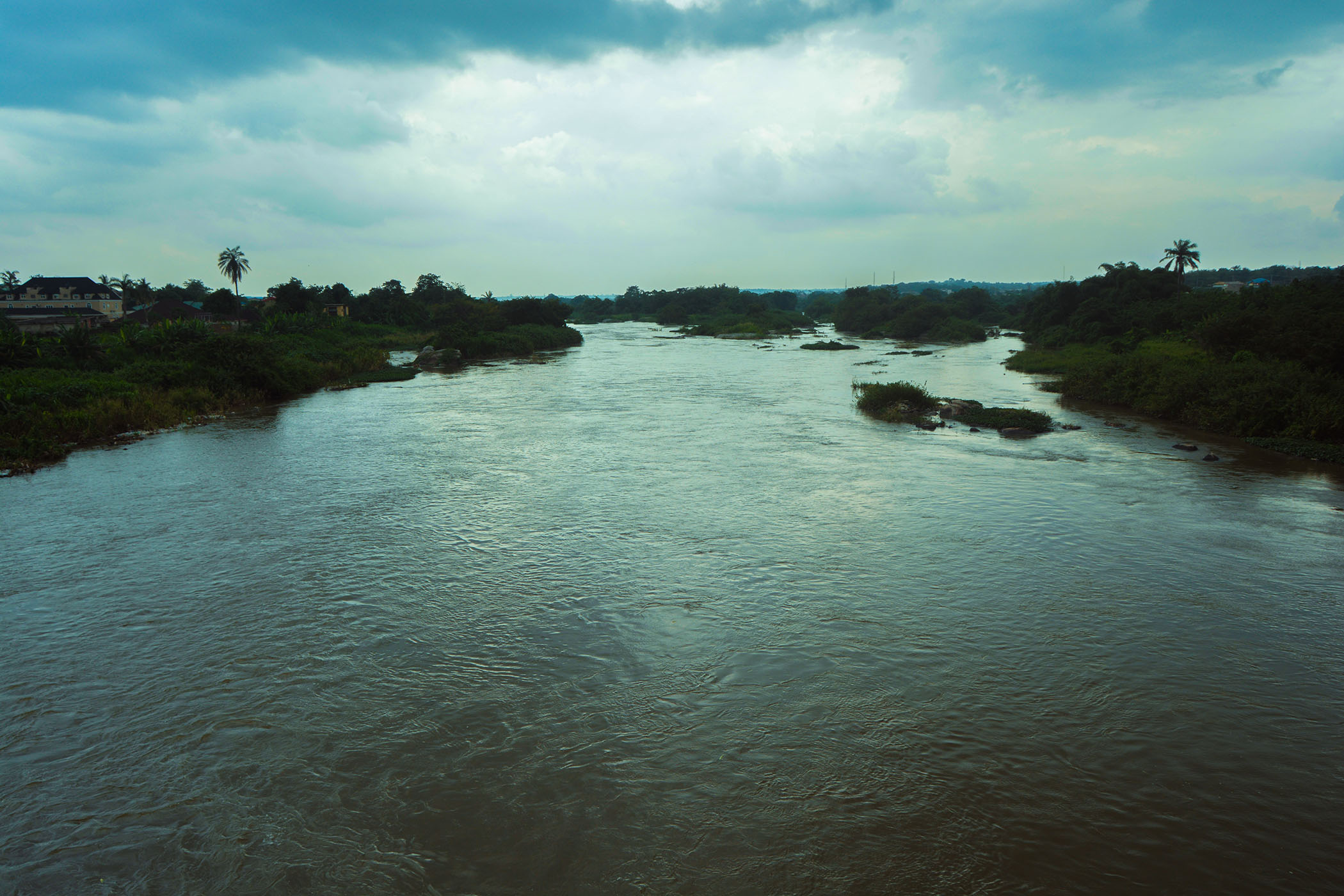
Puesta de sol en el río Ogun
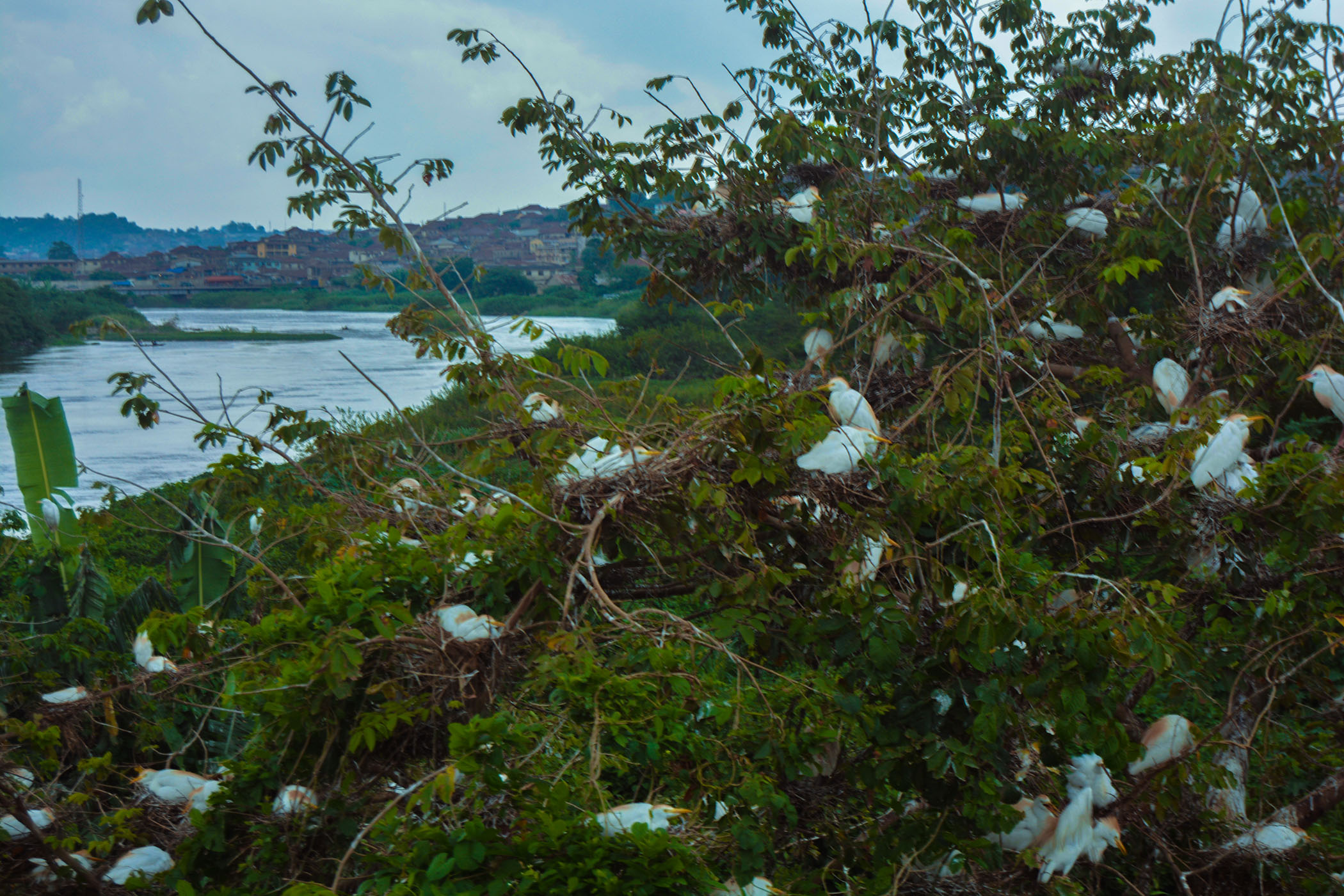
Amanecer en el río Ogun
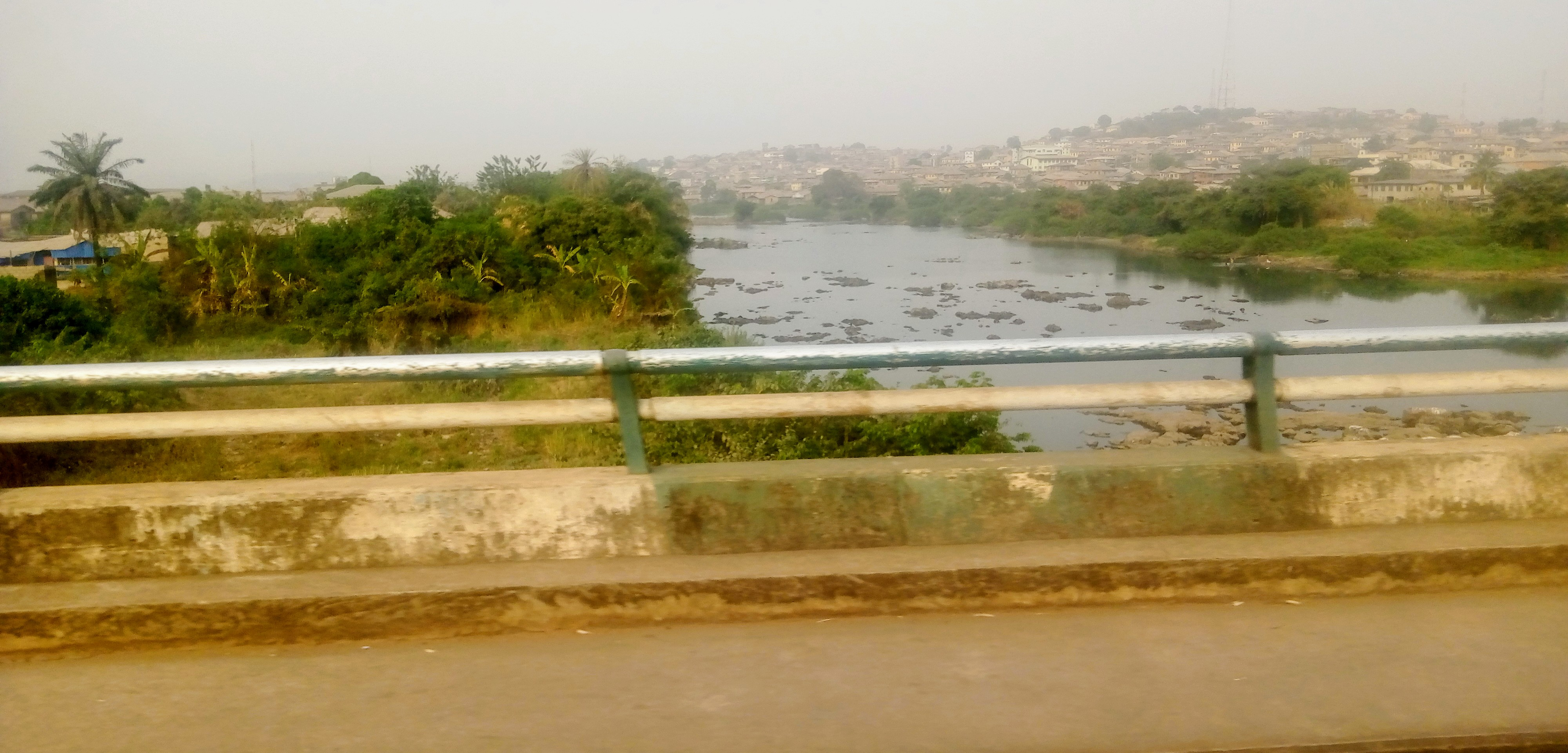
Puente sobre el río Ogun
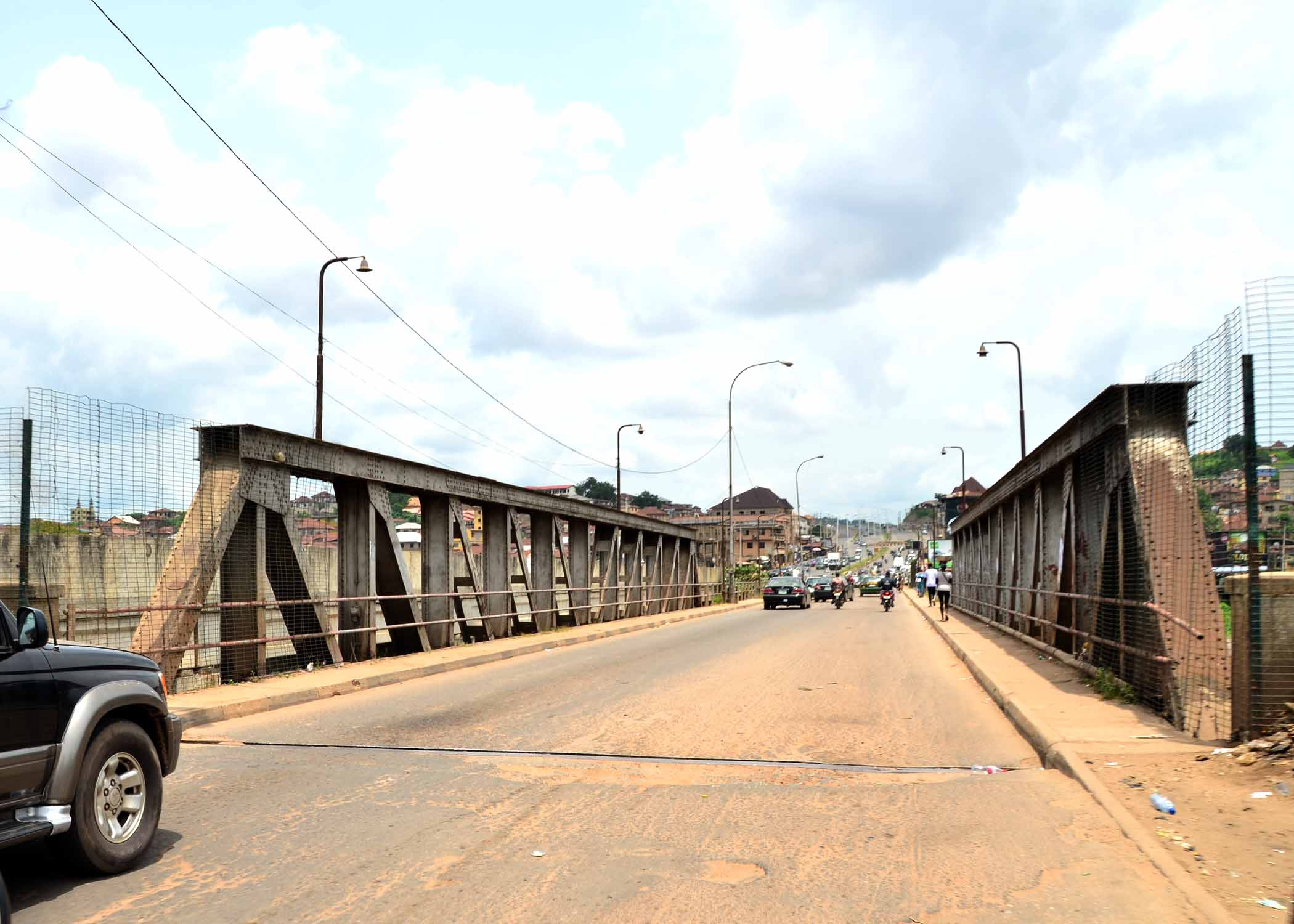
Entrada al puente del río Ogun
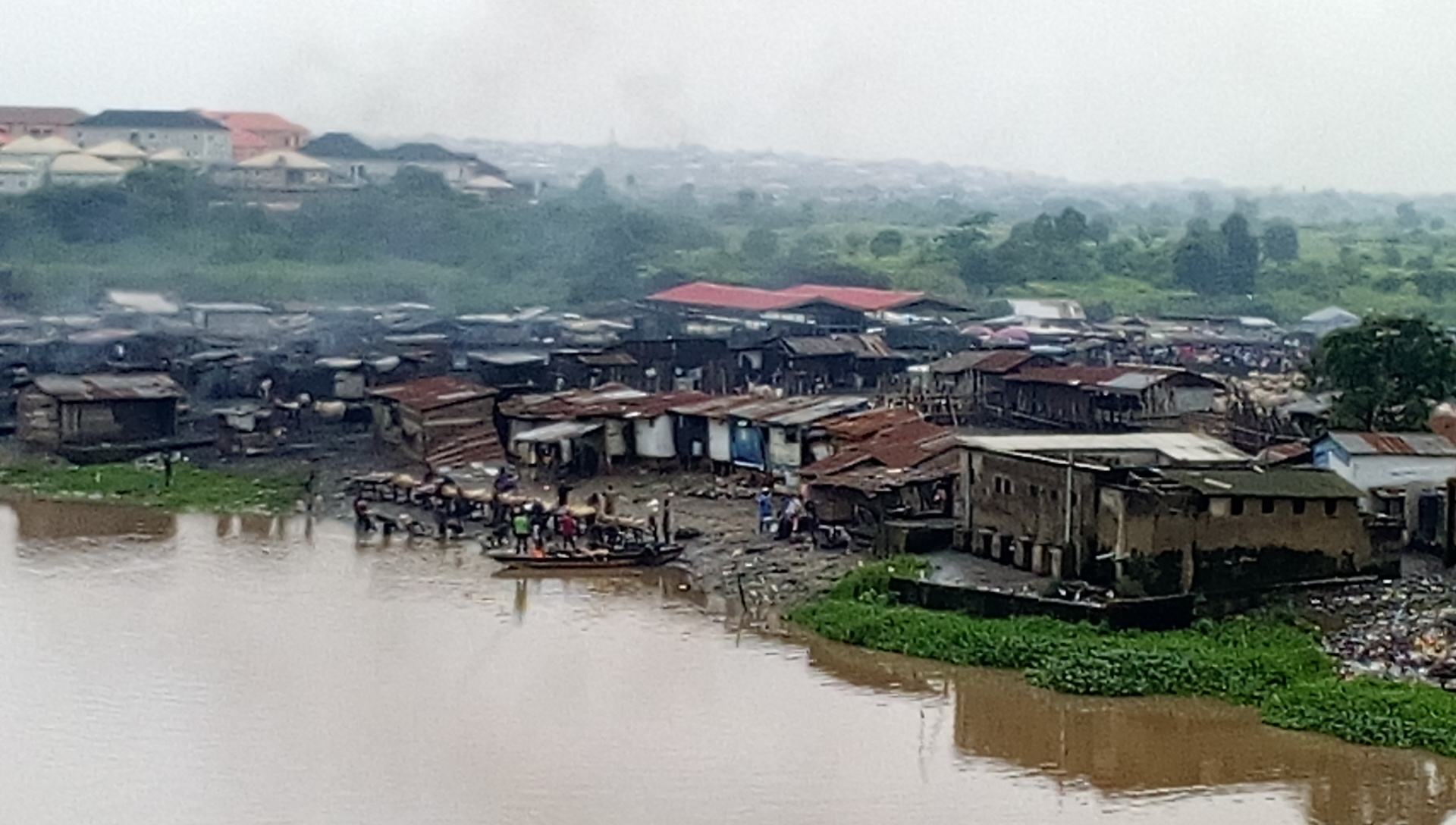
Un mercado de carne llamado Kara junto al río Ogun